# Mel Damski
Mel Damski est un producteur et réalisateur américain, né le 21 juillet 1946 à New York, New York (États-Unis).

## Filmographie

### comme réalisateur
- 1973 : Barnaby Jones (série télévisée)
- 1976 : Super Jaimie (The Bionic Woman) (série télévisée)
- 1978 : Kaz (série télévisée)
- 1978 : Long Journey Back (en) (TV)
- 1979 : The Child Stealer (TV)
- 1980 : A Perfect Match (TV)
- 1981 : Word of Honor (en) (TV)
- 1981 : American Dream (en) (TV)
- 1981 : For Ladies Only (TV)
- 1982 : Making the Grade (en) (série télévisée)
- 1982 : The Legend of Walks Far Woman (en) (TV)
- 1983 : An Invasion of Privacy (TV)
- 1983 : Barbe d'or et les Pirates (Yellowbeard)
- 1984 : Scandale au pénitencier (en) (Attack on Fear) (TV)
- 1985 : Mischief (en)
- 1985 : Badge of the Assassin (en) (TV)
- 1986 : A Winner Never Quits (en) (TV)
- 1986 : D.C. Cops (TV)
- 1986 : Hero in the Family (TV)
- 1987 : The Three Kings (TV)
- 1987 : Murder by the Book (TV)
- 1989 : Happy Together
- 1989 : 58 heures d'angoisse (Everybody's Baby: The Rescue of Jessica McClure) (TV)
- 1989 : Le Voyage magique au pays du roi Arthur (A Connecticut Yankee in King Arthur's Court) (TV)
- 1990 : The Girl Who Came Between Them (TV)
- 1991 : Blood River (TV)
- 1991 : Shoot First: A Cop's Vengeance (TV)
- 1991 : Wife, Mother, Murderer (en) (TV)
- 1992 : Back to the Streets of San Francisco (en) (TV)
- 1992 : Un drôle de shérif (Picket Fences) (série télévisée)
- 1992 : Wild Card (TV)
- 1993 : Harts of the West (en) (série télévisée)
- 1994 : La Vie à tout prix (Chicago Hope) (série télévisée)
- 1995 : American Gothic (série télévisée)
- 1996 : Demain à la une (Early Edition) (série télévisée)
- 1996 : Passion par procuration (The Care and Handling of Roses) (TV)
- 1997 : Their Second Chance (TV)
- 1997 : The Practice (série télévisée)
- 1997 : Still Kicking: The Fabulous Palm Springs Follies (en)
- 1998 : Any Day Now (en) (série télévisée)
- 1999 : Jack and Jill (série télévisée)
- 1999 : Ally (série télévisée)
- 2000 : Young Americans (série télévisée)
- 2000 : Boston Public (série télévisée)
- 2001 : The Clark Family (TV)
- 2004 : Darcy's Wild Life (série télévisée)
- 2017 : Un Noël traditionnel (Christmas Getaway) (TV)
- 2017 : Amoureux malgré eux ! (Moonlight in Vermont) (TV)

### comme producteur
- 1991 : Blood River (TV)
- 1992 : Wild Card (TV)